# Meyers Me-165W
Le Meyers Me-165W était un avion d'entrainement biplace en tandem conçu pour les besoins du Civilian Pilot Training Program américain durant la Seconde Guerre mondiale.

## Conception et développement
Le Me-165W était un monoplan à aile basse haubanée, avec cockpit biplace en tandem ouvert et train d'atterrissage classique. Le fuselage était construit en tube d'acier moulé entoilé. Les ailes étaient en bois entoilés. Les ailes haubanées, avec un léger profil en ailes de mouette.
Le Me-165W effectua des vols d'essai durant six mois. L'avion montrait peu d'améliorations par rapport au précédent modèle d'entrainement de meyers, l'OTW. Meyers expliqua que l'avion était médiocre. Le programme fut annulé, le prototype fut abandonné à l'usine et plus tard détruit par une tornade.